# The Challenger In Pieces
A The Challenger In Pieces (röviden: "'C.H.I.P.") magyar indie pop zenekar, melyet Balázs Bence és Dolezsai Gergely alapított 1998-ban.

## Története

### 1998 – 2008
A zenekart Balázs Bence és Dolezsai Gergely alapította Budapesten 1998-ban, az angolszász független popzene és egyes elektronikus zenei irányzatok hagyományaira építve. 1999-ben Suffer Child című daluk megjelent a kor magyar elektronikus színterét bemutató, a BMG Ariola kiadó által gondozott Budapest 2000 válogatáslemezen, melyhez Antal Nimród rendezésével videóklipet is forgattak.
2002-ben Bodrogi András billentyűs csatlakozott a zenekarhoz, ebben a felállásban készült el a csapat első nagylemeze Challenger In Pieces címmel, mely 2005-ben a CLS Records kiadásában jelent meg. Az album a Radio Cafe hallgatói szavazatainak alapján elnyerte „Az év lemeze” címet, „Az év felfedezettje” kategóriában pedig Fonogram-jelölést is kapott. Görög Zita főszereplésével videóklip született a Solitaire című dalhoz, mely elérte a Viva televízió slágerlistájának első helyét. 2005 decemberében a csapat a Simply Red előzenekaraként a Budapest Arénában lépett fel.
A teljesebb élő megszólalást segítve Gajda Mátyás (gitár) és Mihály András (dob) csatlakozott a The Challenger In Pieces-hez. A zenekar a klubélet szerves részévé vált, számos hazai fesztiválon adott koncertet (Sziget, VOLT), majd 2008 februárjában – az épp megszűnő Kultiplex klubban tartott utolsó fellépése után – szülési szabadságra ment.

### 2012 –
2012 őszén az alapító Balázs Bence és Dolezsai Gergely újraélesztette a zenekart, Bajkai Ferenc dobossal és Kucsma Tamás szólógitárossal kiegészülve új dalok írásába kezdtek. A tagok régi barátja, Schram Dávid hangmérnök és producer segítségével a csapat két új számot rögzített (Wake The Coma Girl, Lybria), melyet szerzői kiadásban limitált példányszámú dupla kislemezként jelentetett meg a 2013. évi Lemezboltok Napja (Record Store Day) alkalmából. A Wake The Coma Girl az MR2 – Petőfi Rádió adásában rendszeresen szerepelt, 2013 novemberében pedig a zenekar akusztikus hangszerelésű programjával lépett fel az MR2 – Petőfi Rádió Akusztik című műsorában.
2014-ben az első nagylemezen szereplő Far Far című dal felcsendült a Megdönteni Hajnal Tímeát című filmben, majd az év során egy újabb kislemez készült el Sundown néven, melyhez a zenekar Gömör Tamás rendezésében forgatott videóklipet. Ezt 2015-ben az Afraid To Tell kislemez követte. Az új dalok írása mellett a zenekar ismét a magyar koncertszíntér aktív szereplőjévé vált, fesztiválokon és klubokban egyaránt megfordulva (pl. Fishing On Orfű, Gozsdu Manó Klub).

## Tagok
- Bajkai Ferenc
- Balázs Bence
- Dolezsai Gergely
- Kucsma Tamás

## Lemezek
- Challenger in Pieces – 2005

## Kislemezek
- Afraid To Tell — 2015
- Sundown — 2014
- Wake The Coma Girl / Lybria — 2013
- Solitaire — 2005

## Egyéb megjelenések
- Personal Jesus (A Tribute To Depeche Mode – Thank U…Too, 2002)
- Suffer Child (Budapest 2000 válogatás, 1999)

## Díjak
- Az év lemeze, Rádió Café (2005)
- Az év felfedezettje, Fonogram-jelölés (2005)
- 1. hely, Viva slágerlista (2005)

## Videóklipek
- Sundown (rendező: Gömör Tamás, 2014)
- Solitaire (rendező: Rajcsányi Balázs, főszereplő: Görög Zita, 2005)
- Suffer Child (rendező: Antal Nimród, 2000)